# Nikifor (Baltadgis)
Nikifor, imię świeckie Nikolaos Baltadgis (ur. 1944 w Ksanti) – grecki biskup prawosławny służący w jurysdykcji Prawosławnego patriarchatu Jerozolimy.

## Życiorys
W 1961 rozpoczął studia teologiczne w szkole patriarszej w Jerozolimie. W 1964 został wyświęcony na kapłana i został przełożonym klasztoru Świętych Archaniołów w Jerozolimie. W 1966 został członkiem komisji ds. nieruchomości kościelnych. W 1969 podniesiony do godności archimandryty.
W 1970 został skierowany na studia religioznawcze i filozoficzne na Uniwersytecie Florydy. Po ich ukończeniu w 1981 wrócił do Jerozolimy i objął obowiązki przełożonego monasteru św. Mikołaja. W 1983, jako główny zakrystian bazyliki Zmartwychwstania Pańskiego, został stałym członkiem Świętego Synodu Kościoła.
12 lutego 1988 został nominowany na biskupa Konstantyny, 29 lutego tego samego roku przyjął chirotonię biskupią w bazylice Zmartwychwstania Pańskiego, z rąk patriarchy jerozolimskiego Diodora. W 2006 przeniesiony na katedrę Aszkelonu i podniesiony do godności arcybiskupiej.
W 2015 został pozbawiony wszystkich godności duchownych i przeniesiony do stanu świeckiego.